# Palácio Montero
O Palácio Montero é um edifício localizado no bairro Centro de Montevideu, no Uruguai. Sua construção teve início em 1925, no lado norte da Praça de Cagancha, sob projeto do arquiteto Alberto Trigo. O edifício é também conhecido como Edifício Sorocabana, em referência ao tradicional café homônimo que funcionou em seu piso térreo a partir de 1939.

## História
O Palácio Montero, projetado pelo arquiteto Alberto Trigo em estilo eclético historicista, foi concebido para uso residencial. A pedra fundamental foi lançada em 1925, e as obras se estenderam até o final da década de 1920.
Em setembro de 1939, foi inaugurado no térreo o tradicional Café Sorocabana, que se tornou um ponto de encontro de intelectuais, políticos e jornalistas, frequentado por tertúlias e eventos culturais.
Em 1995, o edifício foi declarado Bem de Interesse Departamental. Atualmente, abriga residências, escritórios e um espaço comercial no piso térreo.